# طلال الجلال
طلال سعد الجلاّل سعود السهلي (1972 -)، محامي ونائب سابق في مجلس الأمة الكويتي، وعضو لجنة المناقصات المركزية، ونائب الأمين العام لاتحاد المحاميين الخليجيين، حاز عضوية مجلس الامة الكويتي عامي 2013 و2016، وفي 29 أكتوبر 2020، أعلن طلال الجلاّل بأنهُ لن يخوض انتخابات مجلس الأمة الكويتي 2020.

## السيرة البرلمانية
ترشح في مجلس الأمة الكويتي عن الدائرة الخامسة سنة 2009 ولكن خسر الانتخابات، وترشح في مجلس الأمة الكويتي عن الدائرة الخامسة سنة 2013 و فاز فالمركز الرابع 2,785 صوت، وكان عضو في لجنة الأعراض والشكاوي في مجلس الأمة الكويتي 2013.

## مناصبه
- نائب الأمين العام المساعد لاتحاد المحامين لدول مجلس التعاون الخليجي.
- عضو لجنة المناقصات المركزية.
- ليسـانس حـقــوق جامعة القاهرة.
- ماجستير في القانون الدولي.
- عضو لجنة العلاقات الدولية.
- عضو مجلس إداره اتحاد المحامين العرب.
- المستشار القانوني لوزير الإشغال ووزير الإسكان.
- ساهم بإصدار القوانين الخاصة بالتشريعات الكويتية التي تصدرها جمعيه المحامين.
- رئيس مجلس إداره جمعيه هدية لمده سنتين عامي 2003، 2004.
- محكم معتمد لدى مركز التحكيم التجاري لدول مجلس التعاون الخليجي.
- عضو في لجنة الاعراض والشكاوي في مجلس الأمة الكويتي 2013.

## أبرز مواقفه في مجلس الأمة
| استجواب الوزيرة هند الصبيح (يناير 2018)                  | ضد الاستجواب |
| استجواب الوزير بخيت الرشيدي (2018)                       | ضد الاستجواب |
| استجواب الوزيرة هند الصبيح (مايو 2018)                   | ضد الاستجواب |
| استجواب الوزير خالد الروضان (2019)                       | ضد الاستجواب |
| استجواب الوزير محمد الجبري (2019)                        | ضد الاستجواب |
| استجواب الوزير نايف الحجرف (2019)                        | ضد الاستجواب |
| استجواب الوزير براك الشيتان (2020)                       | غير موجود    |
| استجواب الوزير أنس الصالح (أغسطس 2020)                   | ضد الاستجواب |
| استجواب الوزير سعود هلال الحربي (أغسطس 2020)             | ضد الاستجواب |
| استجواب الوزير سعود هلال الحربي (سبتمبر 2020)            | ضد الاستجواب |
| استجواب الوزير أنس الصالح (سبتمبر 2020)                  | ضد الاستجواب |
| تصويت فتح باب ما يستجد من أعمال (تعديل النظام الانتخابي) | غير موافق    |